# Красноалтайский сельсовет
Красноалтайский сельсовет — муниципальное образование со статусом сельского поселения и административно-территориальное образование в Поспелихинском районе Алтайского края России. Административный центр — посёлок Факел Социализма.

## Демография
По результатам Всероссийской переписи населения 2010 года, численность населения муниципального образования составила 962 человека, в том числе 459 мужчин и 503 женщины. Оценка Росстата на 1 января 2012 года — 965 человек.

## Населённые пункты
В состав сельского поселения входит 2 населённых пункта:
- посёлок Вавилонский,
- посёлок Факел Социализма.